# ホセ・レイエス&ロス・レイエス
ホセ・レイエス&ロス・レイエス（José Reyes y Los Reyes、ホセ・レイエスとレイエス兄弟）は、南フランスのカマルグ地方出身の音楽グループ。1975年にフラメンコ歌手のホセ・レイエスが、息子達（ニコラ、カヌート、パチャイ、アンドレ、パブロ）と娘婿のチコ・ブーチキーとともに結成した。1979年にホセが没した後は「ロス・レイエス」に改名し、各地で演奏した。
後にホセの従兄弟であるマニタス・デ・プラタの息子達ことバリアルド兄弟（パコ、ディエゴ、トニーノ）が加わって「ジプシー・キングス」という新たなバンドを立ち上げ、世界的な名声を得た。「ロス・レイエス」は今も存在し、第2世代・第3世代のメンバーが演奏している。